# 黃志聰
黃志聰（Wong Chi Chung，1982年10月11日—），生於香港，香港足球運動員，司職中堅，現效力三昇。

## 球員生涯
黃志聰生於香港，是一位大器晚成的職業足球運動員，小時候曾隨好友郭詠燊到流浪青年軍跟操，卻因「齋跑冇得踢」，不消一個月便放棄，2008–09年度球季前一直效力於低組別聯賽球隊，到了26歲才亮相港甲首次為甲組升班馬球隊淦源亮相職業聯賽，但球隊最後只能以第十一名完成，護級失敗，翌季降回乙組作賽。2010–11年度球季，黃志聰轉投到另一支甲組升班馬球隊屯門，再次有機會於頂級聯賽上陣。黃志聰於屯門效力至第四個球季時，2013–14年度球季，屯門飽受假波疑雲影響，足總因此為事件成立專責委員會。最終，專責委員會於2014年2月11日宣佈，屯門因無法提供充分證據以證明他們在財政穩健性及管治安排上，無法達到一間香港甲組聯賽參賽專業球會的應有水平，決定暫停所有有關屯門在2013–14球季的餘下賽事。
黃志聰的職業生涯因而再遇滑鐵爐，幸在季中得到另一支甲組傳統球隊東方沙龍垂青，2014年1月獲邀加盟。但黃志聰於人才輩出的東方，一直都是後備鮮有上陣機會，直至該季足總盃決賽後備入替傷出的梁國威，更引得傑志主力前鋒巴倫古素「兩黃一紅」，成為捧盃功臣。2015–16球季前，東方在3場季前熱身賽都被委以重任、獲得不少上陣時間的土炮中堅黃志聰，獲東方教練楊正光稱讚是球隊3場熱身賽表現最佳的一人，他説：“黃志聰並非最頂尖水平的球員，但近3場表現都突出，在包抄、防守上明顯有進步，這樣我們在中堅位置上多了選擇。”2015年12月，香港代表隊於2018年世界盃亞洲區外圍賽表現出色，東方兩位後防大將基藍馬及法圖斯分別獲兩支中國甲組聯賽球會天津權健及貴州智誠的青睞，離隊他投。季前熱身賽表現落力的黃志聰因此在東方獲得出場機會，並於2015–16年度高級組銀牌準決賽對南華及決賽對冠忠南區時正選上陣，最終協助球隊奪冠。於2017年7月加盟新成立的港超聯球隊夢想FC。
隊內練波分組賽會客串門將一職。

## 個人生活
黃志聰自幼已與香港飛馬領隊文彼得及東方龍獅隊友鄭少偉等屯門元朗街坊在街場比賽，當時他更有機會與招重文、陳志光及蔣世豪等前輩組隊參賽。

## 榮譽
東方龍獅
- 香港足總盃冠軍（2013–14季度）
- 香港超級聯賽冠軍（2015–16季度）
- 香港高級組銀牌冠軍（2014–15、2015–16季度）
- 香港社區盃冠軍（2016年）

## 外部連結
- 香港足球總會網站球員資料 （页面存档备份，存于）
- 東方體育會官方網頁 （页面存档备份，存于）
- Soccerway資料庫：黃志聰
- Eurosport球員資料 （页面存档备份，存于）